# Heroes of Ruin
Heroes of Ruin est un jeu vidéo de type action-RPG développé par n-Space et distribué par Square Enix en 2012 sur la Nintendo 3DS.

## Accueil
- Jeuxvideo.com : 14/20[1]